# Соотношения Эренфеста
Соотношения Эренфеста — соотношения, определяющие изменения удельной теплоёмкости и производных первого порядка удельного объёма при фазовых переходах второго рода. Соотношение Клапейрона-Клаузиуса не имеет смысл для фазовых превращений второго рода, так как и удельная теплота перехода, и изменение удельного объёма при фазовых переходах второго рода имеют нулевые значения.

## Количественное рассмотрение
Соотношения Эренфеста являются следствиями непрерывности удельной энтропии {\displaystyle s} и удельного объёма {\displaystyle v} — первых производных удельного термодинамического потенциала — при фазовых превращениях второго рода. Если рассматривать удельную энтропию {\displaystyle s} какой-либо фазы как функцию температуры и давления, то для её дифференциала можно написать:
{\displaystyle ds=\left({{\partial s} \over {\partial T}}\right)_{P}dT+\left({{\partial s} \over {\partial P}}\right)_{T}dP.}
Соотношения {\displaystyle \left({{\partial s} \over {\partial T}}\right)_{P}={{c_{P}} \over T},\left({{\partial s} \over {\partial P}}\right)_{T}=-\left({{\partial v} \over {\partial T}}\right)_{P}} дают дифференциал удельной энтропии:
{\displaystyle d{s_{i}}={{c_{iP}} \over T}dT-\left({{\partial v_{i}} \over {\partial T}}\right)_{P}dP.}
Индекс {\displaystyle i} = 1, 2 относится к каждой из двух фаз, находящихся в равновесии. Ввиду непрерывности удельной энтропии при фазовых превращениях второго рода ds1 = ds2. Следовательно,
{\displaystyle \left({c_{2P}-c_{1P}}\right){{dT} \over T}=\left[{\left({{\partial v_{2}} \over {\partial T}}\right)_{P}-\left({{\partial v_{1}} \over {\partial T}}\right)_{P}}\right]dP.}
Отсюда следует первое уравнение Эренфеста:
{\displaystyle {\Delta c_{P}=T\cdot \Delta \left({\left({{\partial v} \over {\partial T}}\right)_{P}}\right)\cdot {{dP} \over {dT}}}.}
Второе соотношение Эренфеста получается так же, но с рассмотрением удельной энтропии как функции температуры и удельного объёма:
{\displaystyle {\Delta c_{P}=-T\cdot \Delta \left({\left({{\partial P} \over {\partial T}}\right)_{v}}\right)\cdot {{dv} \over {dT}}}.}
Третье соотношение Эренфеста получается из условия непрерывности удельной энтропии при её рассмотрении как функции {\displaystyle v} и {\displaystyle P}.
{\displaystyle {\Delta \left({{\partial v} \over {\partial T}}\right)_{P}=\Delta \left({\left({{\partial P} \over {\partial T}}\right)_{v}}\right)\cdot {{dv} \over {dP}}}.}
Непрерывность удельного объёма как функции {\displaystyle T} и {\displaystyle P} даёт четвёртое соотношение Эренфеста:
{\displaystyle {\Delta \left({{\partial v} \over {\partial T}}\right)_{P}=-\Delta \left({\left({{\partial v} \over {\partial P}}\right)_{T}}\right)\cdot {{dP} \over {dT}}}.}

## Границы применимости
Соотношения Эренфеста имеют ограниченную область применимости. Не всегда вторые производные термодинамического потенциала в точках фазовых превращений остаются конечными. Так, в случае перехода вещества из ферромагнитного в парамагнитное состояние или обратно теплоёмкость сР логарифмически стремится к бесконечности, когда температура стремится к соответствующей температуре перехода. А это означает стремление к бесконечности также производной {\displaystyle \left({{\partial s} \over {\partial T}}\right)_{P}}, а с ней и производной {\displaystyle \left({{\partial ^{2}\varphi } \over {\partial T^{2}}}\right)_{P}}. Ясно, что к явлениям сверхпроводимости теория Эренфеста применима.